# The Rounder Girls
The Rounder Girls foi a banda que representou a Áustria no Festival Eurovisão da Canção 2000 que se realizou em Estocolmo, na Suécia, onde interpretaram o tema "All To You" ("Tudo para ti/você"). O nome da banda talvez possa ser explicado pelo fa(c)to de as cantoras serem um tanto ou quanto gordas.
A banda é constituída por três mulheres de três nacionalidades diferentes: Tini Kainrath, Kim Cooper e Lynne Kieran. Lynn é originária de Londres e tem formação em música clássica. Ela, no entanto, tem um amplo espectro musical que vai da ópera à música soul. Kim é nova-iorquina e e uma compositor prolífica, que também dá cursos de dança de expressão africana. Tini é austríaca, vem de Viena e compôs e produziu a música, com destaque na publicidade oficial de turismo da Áustria. Ela é muito procurada intérprete de estúdio, mas também pode ser visto em diversas produções televisivas e filmes
A banda não foi além dum dececionante 14.º lugar na noite do festival.
O trio continua a gravar e a fazer tournés e em 2009 anunciou uma turnê conjunta com os representantes austríacos no Festival Eurovisão da Canção 2005 Global Kryner.